# Nepalogaleruca
Nepalogaleruca es un género de insecto coleóptero de la familia Chrysomelidae.

## Especies
Las especies de este género son:
- Nepalogaleruca conformis Chen, 1987
- Nepalogaleruca hartmanni Medvedev, 2003
- Nepalogaleruca laeta Medvedev, 1990
- Nepalogaleruca nigriventris Chen, 1987
- Nepalogaleruca schmidti Medvedev & Sprecher-Uebersax, 1997